# Grijsgroene melkzwam
De grijsgroene melkzwam (Lactarius blennius) is een middelgrote paddenstoel uit de familie Russulaceae. De soort komt veel voor in beukenbossen in Europa, waar deze mycorrhiza vormt, met name op de beuk (hoewel relaties met andere bomen bekend zijn). De wetenschappelijke naam werd gepubliceerd door Elias Magnus Fries. In verse toestand is de groenachtig grijze hoed erg slijmerig, maar na opdrogen voelt hij wat ruw aan.

## Kenmerken

### Uiterlijke kenmerken
Hoed
De hoed heeft een diameter van 4 tot 10 cm. Hij is afgeplat en wordt later in het midden ingedeukt. De kleur is vaak bleek olijfgroen tot groenachtig grijs, soms dof groen of bleek grijs-sepia en er zijn vlekken van donkerdere kleur in concentrische banden. De kleur kan echter sterk variëren. Zeer bleke of zwaar gevlekte donkere exemplaren zijn bekend. De hoed is erg gelatineus zolang hij vochtig is en heeft een naar binnen gekromde rand. 
Steel
De steel is bleker van kleur dan de hoed, in vochtige toestand slijmerig en meet 4 tot 5 cm lang en 1 tot 1,7 cm dik. Hij is taps toelopend aan de onderkant.
Vlees
Het vlees is dik en witachtig, vergelijkbaar met de lamellen, die later een romige of bleekgele kleur worden. 
Lamellen
De lamellen staan dicht opeen en scheiden bij beschadiging overvloedig melk af. Ze zijn enigszins aflopend aan de steel bevestigd. 
Melk
Het melksap is wit en droogt grijsgroenig op. De smaak is scherp.

### Microscopische kenmerken
De sporenafdruk is roomkleurig. De breed elliptische tot ronde sporen zijn 6,4 tot 8,3 µm lang en 5,1 tot 6,5 µm breed. Het quotiënt van sporenlengte en -breedte ligt tussen 1,2 en 1,3. Het sporenornament is tot 1 µm hoog en bestaat uit afzonderlijke wratten en ribben van verschillende lengtes, die meestal parallel zijn gerangschikt en slechts spaarzaam op een netachtige manier met elkaar zijn verbonden. Soms rijpen twee, maar meestal vier sporen op de cilindrische tot knotsvormige, 32 tot 41 µm lange en 9 tot 10 µm brede basidia.
De talrijke cheilocystidia zijn spoel- tot priemvormig en meten 20-54 × 4-10 µm. De gelijkvormige maar minder talrijke pleurocystidia zijn 40 tot 85 µm lang en 7 tot 10 µm breed.
De sterk gegelatineerde hoedhuid bestaat uit evenwijdige, 1 tot 3 µm brede schimmelfilamenten met oplopende uiteinden die naar boven zijn gebogen. Daartussenin zitten individuele, minder opvallende sapbuisjes (lactifera), die onder invloed van kaliumhydroxide geel worden.
De vezels van de ectomycorrhiza zijn lichtbruin tot beige van kleur. Ze zijn regelmatig monopodiaal-piramidaal vertakt. De onvertakte uiteinden zijn recht; Rizomorfen zijn zeldzaam.

## Habitat
De grijsgroene melkzwam wordt veel aangetroffen in loofbossen, met voorkeur voor Fagus-soorten. Hij wordt het meest geassocieerd met de beuk (Fagus sylvatica), de , hoewel hij ook is waargenomen in combinatie met eik. Hij vormt een ectomycorrhiza-associatie met de bomen en kan groeien op een grote verscheidenheid aan ondergronden, maar is vooral te vinden op zure grond. 

## Verspreiding

Europees verspreidingsgebied

De  grijsgroene melkzwam wordt gevonden tussen de late zomer en de late herfst en is inheems in Europa. De verspreiding van de paddenstoel valt samen met de verspreiding van de beuk. Op de Britse eilanden behoort de soort tot de honderd meest voorkomende paddenstoelen. Andere landen waar hij veel voorkomt, zijn Zweden, Frankrijk, Italië en Polen. In Nederland komt hij zeer algemeen voor. Hij is niet bedreigd en staat niet op de rode lijst.